# 珠江新城新交通システム線
珠江新城新交通システム線 （しゅこうしんじょうしんこうつうしすてむせん、中文表記: 珠江新城旅客自动输送系统、英文表記: Zhujiang New Town Automated People Mover System）は、中華人民共和国広東省広州市で運行される新交通システム路線である。
略称は「APM線」であり、旅客案内などにおいてはこの愛称で案内されることが多い。

## 路線構造
- 案内軌条：側方案内式
- 地下区間：林和西駅～広州塔駅間
- 走行方向：右側通行

## 沿革
- 2006年6月30日 - 着工が開始される[1]。
- 2010年11月8日 - 2010年アジア競技大会に合わせて開業する。しかし当初は同大会に関する警備上の関係等により赤崗塔駅と海心沙駅に関しては一般営業が行われず、大会終了後までは林和西駅〜歌劇院駅間のみの折り返し運転が行われていた[2]。
- 2010年11月28日：一般営業が開始。また、赤崗塔駅の営業が開始される。
- 2011年2月24日 - 海心沙駅が開業。また同日、終電が1時間30分繰り下げられ22:30発となった[3]。
- 2013年12月28日 - 赤崗塔駅が広州塔駅（Canton Tower Station）に、歌劇院駅を大劇院駅に改称される[4]。

## 駅一覧
| 駅番号 | 駅名         | 駅名         | 駅名                                | 駅間 キロ | 累計 キロ | 接続路線・備考                 | 所在地        | 所在地 |
| 駅番号 | 日本語       | 簡体字中国語 | 英語                                | 駅間 キロ | 累計 キロ | 接続路線・備考                 | 所在地        | 所在地 |
| ------ | ------------ | ------------ | ----------------------------------- | --------- | --------- | ------------------------------ | ------------- | ------ |
| APM09  | 林和西駅     | 林和西站     | Linhexi                             | 0.0       | 0.0       | ■3号線317                      | 広東省 広州市 | 天河区 |
| APM08  | 体育中心南駅 | 体育中心南站 | Tianhe Sports Center South          |           |           |                                | 広東省 広州市 | 天河区 |
| APM07  | 天河南駅     | 天河南站     | Tianhenan                           |           |           |                                | 広東省 広州市 | 天河区 |
| APM06  | 黄埔大道駅   | 黄埔大道站   | Huangpu Dadao                       |           |           |                                | 広東省 広州市 | 天河区 |
| APM05  | 婦児中心駅   | 妇儿中心站   | Guangzhou Women & Children's Center |           |           |                                | 広東省 広州市 | 天河区 |
| APM04  | 花城大道駅   | 花城大道站   | Huacheng Dadao                      |           |           |                                | 広東省 広州市 | 天河区 |
| APM03  | 大劇院駅     | 大剧院站     | Guangzhou Opera House               |           |           |                                | 広東省 広州市 | 天河区 |
| APM02  | 海心沙駅     | 海心沙站     | Haixinsha                           |           |           |                                | 広東省 広州市 | 天河区 |
| APM01  | 広州塔駅     | 广州塔站     | Canton Tower                        |           |           | ■3号線309 ■海珠有軌1号線THZ101 | 広東省 広州市 | 海珠区 |

## 参考資料
1. ↑  邓恒 (2006年7月1日). “珠江新城地下线开工”. 南方都市报.  オリジナルの2023年4月25日時点におけるアーカイブ。 2023年4月25日閲覧。
2. ↑  陈洁娜 (2010年11月8日). “广州珠江新城旅客自动运输系统今日开通”. 南方日报.  オリジナルの2023年4月26日時点におけるアーカイブ。 2023年4月26日閲覧。
3. ↑  梁文祥 (2011年2月25日). “APM线海心沙站昨启用”. 南方日报.  オリジナルの2023年4月26日時点におけるアーカイブ。 2023年4月26日閲覧。
4. ↑  杨进 (2011年2月23日). “赤岗塔站→广州塔站 歌剧院站→大剧院站”. 广州日报.  オリジナルの2023年4月26日時点におけるアーカイブ。 2023年4月26日閲覧。